# Войла
Войла (рум. Voila) — село у повіті Брашов в Румунії. Адміністративний центр комуни Войла.
Село розташоване на відстані 182 км на північний захід від Бухареста, 62 км на захід від Брашова, 143 км на південний схід від Клуж-Напоки.

## Населення
За даними перепису населення 2002 року у селі проживали 737 осіб.
Національний склад населення села:
| Національність | Кількість осіб | Відсоток |
| -------------- | -------------- | -------- |
| румуни         | 647            | 87,8%    |
| цигани         | 74             | 10,0%    |
| угорці         | 11             | 1,5%     |
| німці          | 5              | 0,7%     |

Рідною мовою назвали:
| Мова      | Кількість осіб | Відсоток |
| --------- | -------------- | -------- |
| румунська | 652            | 88,5%    |
| циганська | 74             | 10,0%    |
| угорська  | 10             | 1,4%     |